# جنگ چاد و لیبی

قذافی قصد داشت نوار اوزو را به لیبی منضم کند.

منازعه چاد و لیبی به مجموعه‌ای از درگیری‌های نظامی پراکنده میان نیروهای چاد و لیبی گفته می‌شود که بین سال‌های ۱۹۷۸ تا ۱۹۸۷ اتفاق افتاد. البته لیبی پیش از سال ۱۹۷۸ و حتی پیش از به قدرت رسیدن معمر قذافی در سال ۱۹۶۹ نیز در امور داخلی چاد درگیر بود اما منازعات نظامی مستقیم میان دو کشور شامل چهار مداخله نظامی مجزایی می‌شود که در سال‌های ۱۹۷۸، ۱۹۷۹، ۱–۱۹۸۰ و ۷–۱۹۸۳ رخ داد.
قذافی در تمام این درگیری‌های نظامی از حمایت برخی از جناح‌های درگیر در جنگ داخلی چاد نیز برخوردار بود و مخالفان لیبی هم از حمایت فرانسه برخوردار بودند. ارتش فرانسه در سال‌های ۱۹۷۸، ۱۹۸۳ و ۱۹۸۶ به‌طور مستقیم وارد صحنه نبرد شده و عملیات‌هایی را برای نجات حکومت چاد ترتیب داد.
آخرین مرحله این منازعه که به جنگ تویوتا معروف است، در سال ۱۹۸۷ اتفاق افتاد. در این جنگ نیروهای چاد شکست سنگینی را بر ارتش لیبی وارد کرده و باعث خروج همیشگی آنها از چاد شدند.